# Legitymacja studencka w Polsce

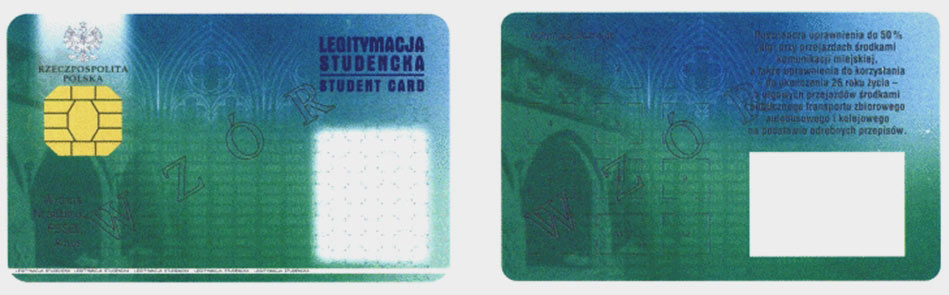
Elektroniczna Legitymacja Studencka

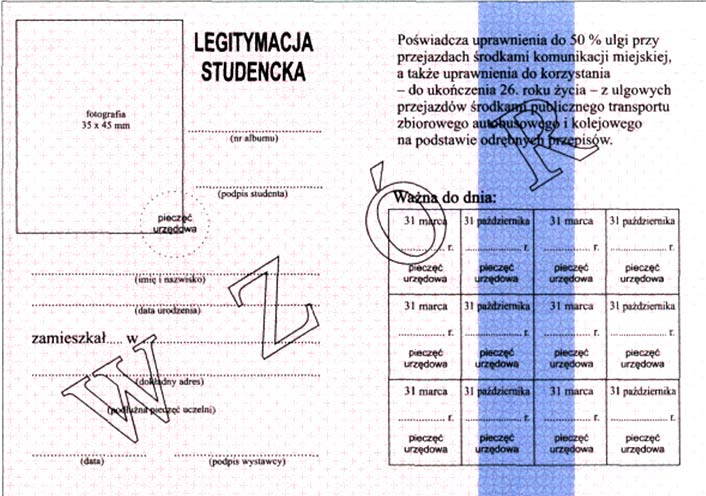
Wzór legitymacji nr 18 TP-PR

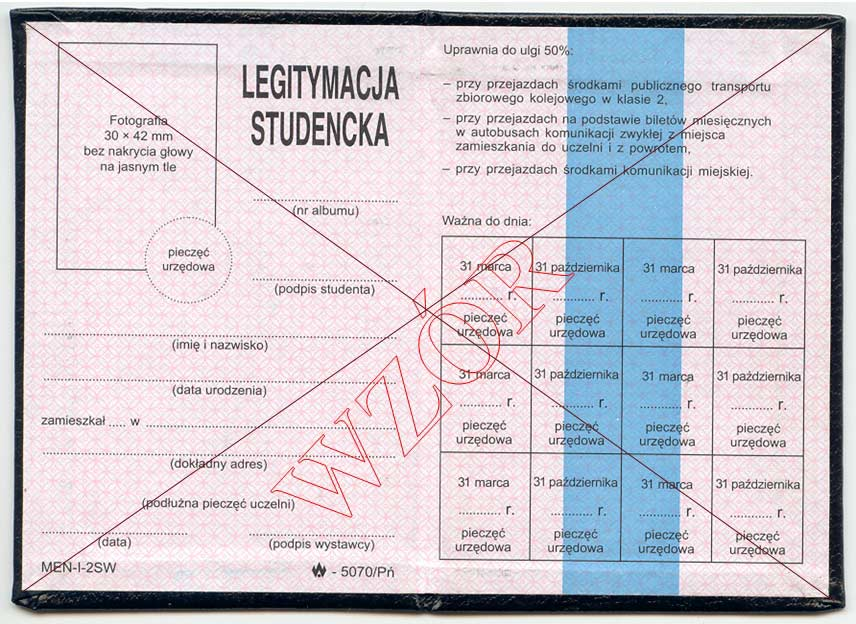
Wzór legitymacji nr 18a TP-PR

Legitymacja studencka w Polsce – legitymacja studencka poświadczająca status studenta szkoły wyższej w Polsce.

## Zasady wydawania
Legitymacja jest wydawana studentowi przez uczelnię po immatrykulacji. Prawo do posiadania legitymacji posiadają studenci do dnia ukończenia studiów, zawieszenia w prawach studenta lub skreślenia z listy studentów. Ważność legitymacji potwierdza się co semestr przez umieszczenie daty ważności i okrągłej pieczęci z godłem państwa, a elektronicznej legitymacji studenckiej – przez aktualizację danych w układzie elektronicznym oraz umieszczenie w kolejno oznaczonych polach hologramu.

## Koszt
Koszt wydania legitymacji wynosi 22 zł.

## Wzór
Wzory legitymacji określa rozporządzenie w sprawie studiów. Od 1 stycznia 2008 obowiązywały:
- wzór legitymacji studenckiej (nr 18 TP-PR)
- wzór elektronicznej legitymacji studenckiej (nr 17 TP-PR).

Wcześniej do ulgowych przejazdów uprawniały legitymacje studenckie o symbolu MEN-I-2SW (wzór nr 18a TP-PR) i MEN-3/14.1/I-2 SW (wzór nr 18b TP-PR).
Zmiana wzorów legitymacji była podyktowana zmniejszeniem przez PKP zniżki dla studentów z 50% na 37% w 2002 r. Treść widniejąca na legitymacjach została zmieniona już w 2005 r. (Rozporządzenie Ministra Edukacji Narodowej i Sportu w sprawie dokumentacji przebiegu studiów) i znowelizowana w listopadzie 2006 roku przez Ministra Nauki i Szkolnictwa Wyższego.

## Uprawnienia
Legitymacja poświadcza uprawnienia do korzystania z ulgi przejazdowej w wymiarze 51%:
- przy przejazdach środkami publicznego transportu zbiorowego kolejowego w pociągach osobowych, pospiesznych i ekspresowych, na podstawie biletów jednorazowych, jest dla studentów do ukończenia 26. roku życia – legitymacja studencka wydana przez polską szkołę wyższą,
- przy przejazdach środkami publicznego transportu zbiorowego kolejowego w pociągach osobowych i pospiesznych oraz autobusowego w komunikacji zwykłej i przyspieszonej, na podstawie imiennych biletów miesięcznych, jest również legitymacja studencka[4].